# Walker Rocks
Die Walker Rocks sind eine Gruppe aus hohen Felsvorsprüngen unweit der Scott-Küste im ostantarktischen Viktorialand. Sie ragen 5 km südwestlich des Mount Murray nahe der Mündung des Mawson-Gletschers ins Rossmeer über eine Länge von 5 km auf.
Das Advisory Committee on Antarctic Names benannte sie 1964 nach Carson B. Walker, Installateur auf der Amundsen-Scott-Südpolstation im Jahr 1961.